# Talanites
Talanites es un género de arañas araneomorfas de la familia Gnaphosidae. Se encuentra en las zonas holártica e indomalasia.

## Lista de especies
Según The World Spider Catalog 12.0:
- Talanites atscharicus Mcheidze, 1946
- Talanites captiosus (Gertsch & Davis, 1936)
- Talanites cavernicola Thorell, 1897
- Talanites dunini Platnick & Ovtsharenko, 1991
- Talanites echinus (Chamberlin, 1922)
- Talanites exlineae (Platnick & Shadab, 1976)
- Talanites fagei Spassky, 1938
- Talanites fervidus Simon, 1893
- Talanites mikhailovi Platnick & Ovtsharenko, 1991
- Talanites moodyae Platnick & Ovtsharenko, 1991
- Talanites ornatus (O. Pickard-Cambridge, 1874)
- Talanites santschii Dalmas, 1918
- Talanites strandi Spassky, 1940
- Talanites tibialis Caporiacco, 1934
- Talanites ubicki Platnick & Ovtsharenko, 1991